# De blauwen nemen de benen
De blauwen nemen de benen is het 41ste album uit de stripreeks De Blauwbloezen. Het werd getekend door Willy Lambil en het scenario werd geschreven door Cauvin. Het album werd uitgegeven in 1998. Het album is het vervolg op De stromannen.

## Verhaal
Blutch en Chesterfield zijn naar Mexico gevlucht en houden zich een tijdje daar koest. Chesterfield besluit niet langer als deserteur door het leven te willen en denkt een slim idee bedacht te hebben. Hij wil ongezien naar Washington reizen om daar gratie te vragen aan president Lincoln ...

## Personages in het album
- Blutch
- Cornelius Chesterfield
- Generaal Alexander